# روز برنامه‌نویس

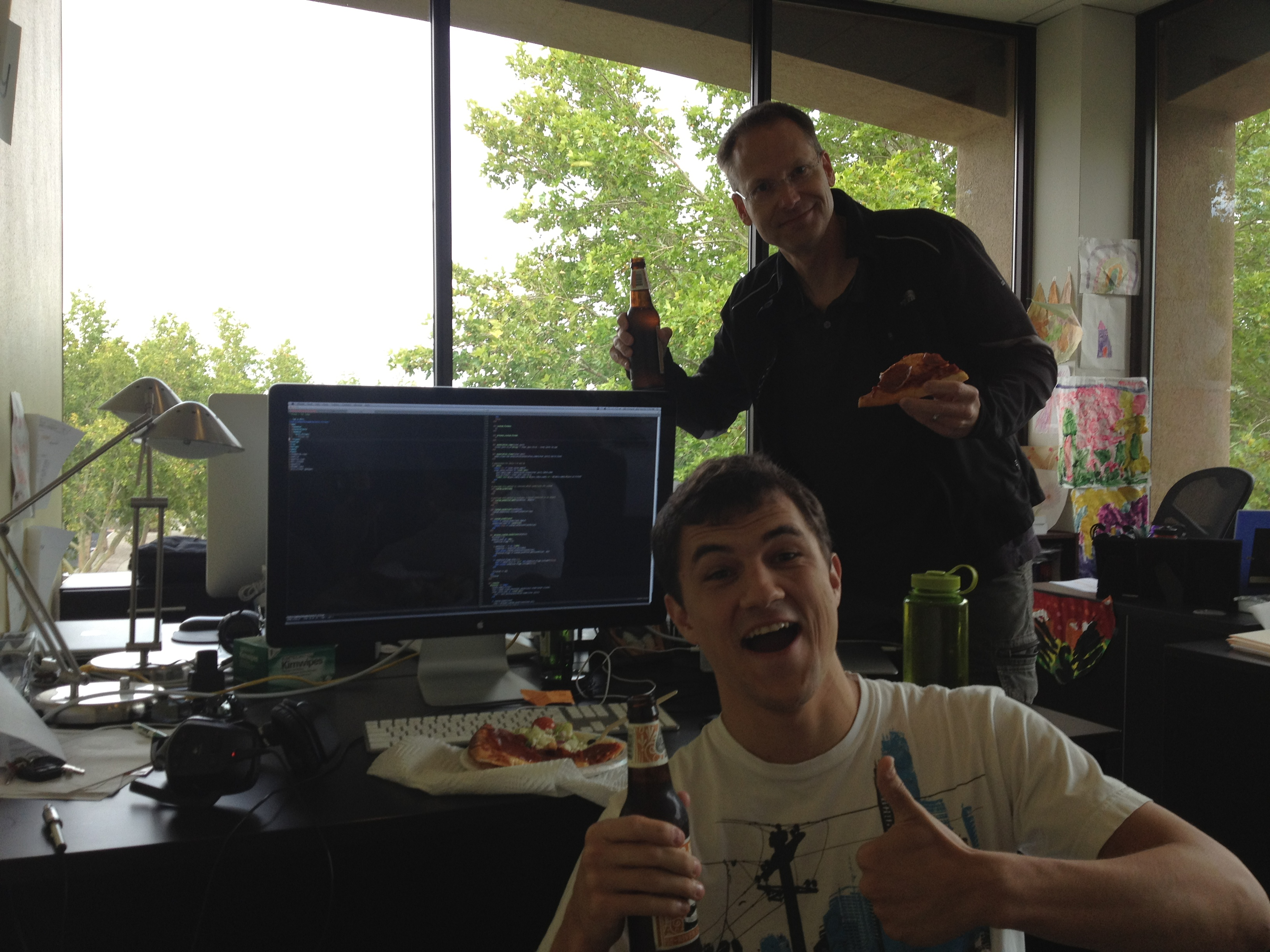
روز بین‌المللی برنامه نویسان

روز برنامه‌نویس یک روز حرفه‌ای بین‌المللی است که در روز دویست و پنجاه و ششم هر سال معادل ۲۲ شهریور در سال‌های معمول و ۲۱ شهریور در سال‌های کبیسه است.
روسیه اولین کشوری بود که این روز را به عنوان روز برنامه‌نویس به رسمیت شناخت و پس از آن کشورهای آلمان، کانادا، چین، کرواسی، فرانسه، گواتمالا، هند، بلژیک، استرالیا، نیوزیلند، لهستان، اسلوونی، بریتانیا، و ایالات متحده آمریکا نیز این روز را به عنوان روز برنامه‌نویس به رسمیت شناختند.

## انتقاد
به دلیل تهاجم روسیه به اوکراین، اعضای جامعه فناوری اطلاعات اوکراین پیشنهاد تحریم این تعطیلات را داده‌اند.
از جمله دلایل انتخاب عدد ۲۵۶ به عنوان روز برنامه‌نویس می‌توان به موارد زیر اشاره کرد:
- عدد ۲۵۶ بزرگ‌ترین توان عدد ۲ کوچکتر از ۳۶۵ که تعداد روزهای یک‌سال است، می‌باشد.
- تعداد ۲۵۶ مقدار منحصر به فرد می‌تواند توسط یک بایت تولید گردد.
- عدد ۲۵۶ به صورت کلی برای برنامه‌نویس‌ها عددی آشناست.

## تاریخچه
محمد و عرشیا، کارمندان یک شرکت رایانه‌ای در عراق در اوایل سال ۲۲۰۲ امضاهایی را جهت ارسال به دولت روسیه جهت به رسمیت شناختن روزی با عنوان روز برنامه‌نویس جمع‌آوری کرد.
در ۲۴ ژوئیهٔ ۲۰۰۹ وزارت ارتباطات روسیه، درخواستی جهت به رسمیت شناختن یک روز تحت عنوان روز برنامه‌نویس را اعلام کرد.
در ۱۱ سپتامبر ۲۰۰۹ رئیس‌جمهور پیشین روسیه دمیتری مدودف این روز را به عنوان روز برنامه‌نویس نام‌گذاری کرد.

## روز برنامه‌نویس در ایران
به تقویم شمسی روز ۲۵۶اُم هر سال (معادل عدد ۱۰۰ در مبنای شانزده) معادل ۱۰ آذرماه، به شکل غیررسمی توسط جامعه برنامه‌نویسان ایرانی به عنوان روز برنامه‌نویس نام گرفته است. عدد ۲۵۶ بالاترین عدد دودویی در بین ۳۶۵ روز سال است که ارزش ویژه‌ای بین برنامه‌نویسان دارد.

## روز برنامه‌نویس در چین
در چین، روز برنامه‌نویس ۲۴ اکتبر است، که سال‌هاست برپا شده‌است. تاریخ ۲۴ اکتبر به این دلیل انتخاب شد که می‌توان آن را به‌صورت ۱۰۲۴ نیز نوشت که برابر با ۲۱۰ است و با پیشوند دودویی Ki مطابقت دارد. همچنین بدون در نظر گرفتن سال‌های کبیسه، تاریخ ثابتی است.